# Нива (футбольный клуб, Бершадь)
«Нива» (укр. Футбольний клуб "Нива") — украинский футбольный клуб из города Бершадь Винницкая область. Участник чемпионата второй лиги 1996/97, 1997/98, 2004/05, чемпионата первой лиги 2005/06. В последнем сезоне команда снялась с соревнований после 29 тура.

## История
До 1996 года команда выступала в чемпионате Винницкой области. В сезоне 1996/97 команда стартовала во второй лиге чемпионата Украины, заменив в ней команду «Спортинвест» (Кривой Рог). В этот период команда из Бершади становится фарм-клубом главного клуба области винницкой «Нивы». В начале сезона 1998/99 «Нива» (Бершадь) снялась с соревнований, и продолжила выступать на любительском уровне.
В 2004 году «Нива» уже с новым названием ФК «Бершадь» вновь стартовала во второй лиге, заменив в ней на этот раз уже саму команду «Нива» (Винница). По счастливому стечению обстоятельств ФК «Бершадь» с первой же попытки поднялся в первую лигу, причем заняв по итогам чемпионата в своей группе 3-е место. В первой лиге команда провела 29 туров и снялась с соревнований.
Команда вернулась в чемпионат Винницкой области, также возвратила и старое название ФК «Нива» (Бершадь).

## Прежние названия
- ?—1996: «Колос» Бершадь
- 1996—2004: «Нива» Бершадь
- 2004—2006: ФК «Бершадь»
- 2007—2012 «Нива» Бершадь

С 2012 команда вернула название ФК «Бершадь». Сайт команди bershad.at.ua